# Mycaranthes depauperata
Mycaranthes depauperata är en orkidéart som beskrevs av Jeffrey James Wood. Mycaranthes depauperata ingår i släktet Mycaranthes och familjen orkidéer. Inga underarter finns listade i Catalogue of Life.